# Fabia felderi
Fabia felderi är en kräftdjursart som beskrevs av Gore 1986. Fabia felderi ingår i släktet Fabia och familjen Pinnotheridae. Inga underarter finns listade i Catalogue of Life.